# Atlantic meridional overturning circulation
De Atlantic meridional overturning circulation (vertaald de Atlantische meridionale omkerende circulatie) (AMOC) is het belangrijkste oceaanstromingssysteem in de Atlantische Oceaan. Het noordelijke deel hiervan staat bekend als de Golfstroom.
Het is een onderdeel van het oceaancirculatiesysteem van de aarde en speelt een belangrijke rol in het klimaatsysteem. De AMOC omvat Atlantische stromingen aan het oppervlak en op grote diepte die worden aangedreven door veranderingen in het weer, de temperatuur, het zoutgehalte en het corioliseffect. Deze stromingen vormen de helft van de mondiale thermohaliene circulatie, die de stroming van de belangrijkste oceaanstromingen omvat, terwijl de andere helft bestaat uit de omkerende circulatie in de Zuidelijke Oceaan.
Een ernstige verzwakking van de AMOC kan leiden tot een ineenstorting van de circulatie, die niet gemakkelijk omkeerbaar zou zijn en dus een van de omslagpunten in het klimaatsysteem kan vormen. Een ineenstorting zou de gemiddelde temperatuur en de hoeveelheid regen en sneeuwval in Europa aanzienlijk verlagen, wat zou leiden tot vriestemperaturen in Brussel (tot -20°) en het vastvriezen van de Noordzee tot de Waddeneilanden. Het kan ook de frequentie van extreme weersomstandigheden verhogen en andere ernstige gevolgen hebben.